# میان راهی سردره
بنای میان راهی سردره مربوط به دوره قاجار است و در شهرستان گرمسار، بخش ایوانکی، شهر ایوانکی، غرب جاده تهران، مشهد واقع شده و این اثر در تاریخ ۲۶ اسفند ۱۳۸۷ با شمارهٔ ثبت ۲۶۰۷۸ به‌عنوان یکی از آثار ملی ایران به ثبت رسیده است.